# Ka-Haus
Das Ka-Haus war im Alten Ägypten der Kultort des Ka von vergöttlichten Königen (Pharaonen) und anderen Personen sowie von Gottheiten. Es konnte sich bei einem Ka-Haus um einen Tempelkomplex, Schrein oder eine Gedächtniskapelle handeln. 
Im Ka-Haus, das seit der frühdynastischen Zeit belegt ist, befand sich eine Statue der verehrten Person oder Gottheit, die zuvor durch das Mundöffnungsritual rituell belebt und so an den jeweiligen Tempelkult angeschlossen wurde. Mentuhotep II. besaß als erster König nach dem Zusammenbruch des Alten Reichs wieder ein Ka-Haus.